# الی لارتر
آلی لارتر (به انگلیسی: Ali Larter) (زاده ۲۸ فوریه ۱۹۷۶ در نیوجرسی) بازیگر آمریکایی است که در سریال‌هایی چون قهرمانان و تریلر «Obsessed» در مقابل بیانسه به ایفای نقش پرداخته‌است. او در سن ۱۳ سالگی به عنوان مدل مشغول به کار شد پس از سفر به نقاط مختلف جهان به نیویورک رفت و سپس در لس آنجلس مستقر شد. در ۱۹۹۷ در اولین کار خود در تلویزیون در سریال به نام «امید شیکاگو» به ایفای نقش پرداخت. و در سال ۱۹۸۸ با بازی در Varsity Blues کار خود در سینما را آغاز کرد او در سال ۲۰۰۹ با هیس مک آرتور ازدواج کرد. او بیشتر به خاطر حضور در فیلم‌های مقصد نهایی ۱ و مقصد نهایی ۲ به شهرت رسید. او همچنین در فیلم‌های رزیدنت اویل: انقراض و رزیدنت اویل: زندگی پس از مرگ در نقش کلیر ردفیلد بازی کرده‌است.

## فیلم‌شناسی
فهرست فیلم‌هایی که  الی لارتر در آن‌ها به ایفای نقش پرداخته است:
| سال  | نام فیلم                          | نقش                   | انگلیسی          |
| ---- | --------------------------------- | --------------------- | ---------------- |
| ۱۹۹۹ | تیم اول دانشکده بلوز              | دارسی سیرز            |                  |
| ۱۹۹۹ | Giving It Up                      | امبر                  |                  |
| ۱۹۹۹ | من را دیوانه می‌کنی                | دالسی                 |                  |
| ۱۹۹۹ | خانه‌ای روی تپه جن زده (فیلم ۱۹۹۹) | جنیفر جنسون/سارا وولف |                  |
| ۲۰۰۰ | مقصد نهایی ۱                      | کلیر ریورز            |                  |
| ۲۰۰۱ | لگالی بلاند                       | بروک تیلور ویندهام    |                  |
| ۲۰۰۱ | یاغیان آمریکایی                   | زریلدا میمز           | American Outlaws |
| ۲۰۰۱ | جی و باب ساکت پاتک می‌زنند         | کریسی                 |                  |
| ۲۰۰۳ | مقصد نهایی ۲                      | کلیر ریورز            |                  |
| ۲۰۰۴ | سه‌راهی                            | ایزابل دلانو          | Three Way        |
| ۲۰۰۵ | بسیار شبیه عشق                    | جینا                  | A Lot Like Love  |
| ۲۰۰۵ | اعتراف‌کن                          | اولیویا آورویل        | Confess          |
| ۲۰۰۷ | انسان راست‌قامت (فیلم)             | فاردارت               |                  |
| ۲۰۰۷ | ماری‌گلد                           | ماری‌گلد لکستون        | Marigold         |
| ۲۰۰۷ | رزیدنت ایول: انقراض               | کلر ردفیلد            |                  |
| ۲۰۰۸ | دیوانه (فیلم ۲۰۰۷)                | اِوِلین گارلند          |                  |
| ۲۰۰۹ | وسواس                             | لیسا شریدان           |                  |
| ۲۰۱۰ | رزیدنت ایول: زندگی پس از مرگ      | کلر ردفیلد            |                  |
| ۲۰۱۷ | رزیدنت ایول: قسمت پایانی          | کلر ردفیلد            |                  |

| سال       | نام اثر          | نقش                                  | Notes |
| --------- | ---------------- | ------------------------------------ | --- |
| ۱۹۹۷      | Suddenly Susan   | مدی                                  | اپیزود : "The Ways and Means" |
| ۱۹۹۷      | پسران شیکاگو     | آنجلا                                | اپیزود : "Beauty and the Butt" |
| ۱۹۹۸      | امید شیکاگو      | سامانتا                              | اپیزود : "Memento Mori" |
| ۱۹۹۸      | فقط بهم شلیک کن! | کری بورک                             | اپیزود : "College or Collagen" |
| ۱۹۹۸      | داوسون کریک      | Kristy Livingstone                   | اپیزود : "The Dance" and "The Kiss" |
| ۲۰۰۴      | انتورایج         | خودش                                 | اپیزود : "Pilot" |
| ۲۰۰۶–۲۰۱۰ | قهرمانان         | جسیکا/ نیکی سندرز/جینا/تریسی استراوس | Series regular (۳۵ اپیزود) Gracie Allen Awards for Outstanding Supporting Actress – Drama Series Teen Choice Award for Choice Television Actress: Action Adventure Nominated — Teen Choice Award for Choice Television Actress: Action Adventure Nominated — Saturn Award for Best Supporting Actress on Television |